# 新塘乡 (九江市)
新塘乡，是中华人民共和国江西省九江市柴桑区下辖的一个乡镇级行政单位。

## 行政区划
新塘乡下辖以下地区：
富源村、紫荆村、胡桥村、铜泉村、四华村、前进村、外岷山村、向阳村、赤山村和青山村。